# Ho sognato il paradiso
Ho sognato il paradiso è un film del 1950 diretto da Giorgio Pàstina, tratto dall'omonima piéce teatrale di Guido Cantini.

## Trama

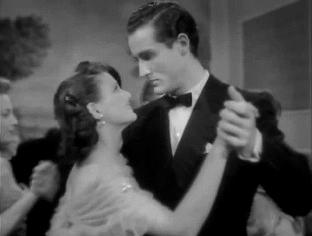
Geraldine Brooks e Vittorio Gassman in una scena del film

Giorgio, un giovane giudice conosce su una corriera una ragazza, Maria. La corriera sosta in un paese e i due familiarizzano e si innamorano.
Giorgio è sempre in giro e anche Maria ha dei frequenti spostamenti quindi si vedono molto sporadicamente ma tra i due c'è vero amore.
Maria in realtà è una prostituta di casino e cerca in tutti i modi di nascondere la cosa a Giorgio, sperando che grazie all'amore dell'uomo potrà finalmente cambiare vita una volta sposati. Ma un giorno, nel casino in cui lavora Maria, un uomo muore durante l'incontro con una prostituta e il giudice mandato ad indagare sul caso è proprio Giorgio che così conosce la verità sulla ragazza. Costei, sentendosi perduta, dopo aver tentato di accampare scuse, si trova proprio davanti a Giorgio in abiti succinti ed è costretta ad ammettere all'uomo che ama la verità; dopodiché, disperata, si getta da una finestra e muore sul colpo.

## Produzione
La pellicola venne girata nell'autunno del 1949, ed è ascrivibile al filone dei melodrammi sentimentali strappalacrime, allora molto in voga in Italia tra il pubblico (poi ribattezzato dalla critica con il termine neorealismo d'appendice).

## Distribuzione
Il film venne distribuito nelle sale cinematografiche italiane a partire dal 19 gennaio 1950.
Fu distribuito anche in Francia con il titolo J'étais une pécheresse.

## Critica
(Leo Pestelli)
(Alberto Vecchietti)
(l'Unità)